# 天兵公園角色列表
天兵公園角色列表是收錄美國電視系列動畫《天兵公園》中登場多次登場角色之列表。

## 主要角色
- 鳥哥（摩帝凱，Mordecai）配音：美→J.G. Quintel、台→于正昇、日→落合弘治

年约23岁的冠藍鴉，生日1月17日。虽然和阿天(瑞比Rigby)在本人眼中是对麻烦鬼，但仍在两人之中扮演著「较正常」的角色，经常阻止好友偏激的行為，虽然两人所造成的每一个问题几乎都是阿天的错，但鳥哥确实也有造成问题的时候，而问题都与工作无关。
暗恋志铃(瑪格麗特Margaret)，曾因為忌妒阿天和志铃互动良好而差点杀死他。
在後期則與雲妹(CJ)交往，但常有幾集因為志玲的關係而爭吵，最後分手。
在最終結局，摩帝凱在畫展認識同為藝術家的蝙蝠女Stef並與她結婚生子。
每次玩「打打」都赢阿天，其实很重视彼此的友谊，因為是独子。
已从高中毕业(在「变得更聪明」中提到)，而且本人具有高中以上的学歷，虽然在「一路玩到扁」中阿天有提到鸟哥没有在大學毕业。
不太有幽默感，有时会说谎，但都会以说出实情来收尾。
面对爱情问题时就会紧张并且语无伦次，公园其他员工戏称此现象為「鸟哥式」。(在原版則常被酸說「你又在摩帝凱了？」)
台版口白带有广东话及腔调。
「抢救日记大作战」中表示由於A阿天的床所以害他只能睡地板
「抢救初吻」中和志铃接吻，但因為被嫌有口臭而用时光机使此事从未发生。
「抢救公园大作战」中曾与阿天一起使用时光机到达2个月后，但时光机因此也被自己压坏，2个月后的青黏公园的歷史更被改变。
「帮志玲送行」中志玲最后要搭机离开去大学面试前，主动吻鸟哥。
「我好鐘意你」中在流星雨之下跟志铃接吻。
「毁灭大魔王」与「热狗復仇记」中惊吓时会叫得很像女生。
「约会风暴」中因為志玲要去唸政大新闻系，表示不能当鸟哥的女朋友，所以分手，也因此陷入低潮在阿天的劝导之下才走出阴影。
「鸟哥蠢事集」中带云妹回老家拿录音带，受够了母亲每次只要带女友回家就会过度夸张的行為，最后在地下室中被自己三个不同时期的鸟哥开导，与母亲的隔阂顿时烟消云散。
「不能啾咪她」中无意地和云妹接吻，两人在「躲避球龙捲风」中和好。「我喜欢你，嗨」中正式交往。
「鸟哥的世艱情 上」中為了鸟哥与志铃接了吻而吵架。「鸟哥的世艱情 下」中和好。
「雕爷六号升空派对」中与志玲关係显得友好而让云妹吃醋再度生气
「鸟哥的世艱情之相信直觉」中结尾跟云妹分手
第八季起，與阿天等青黏公園的全體同仁在「太空樹」太空站生活與工作。
第八季完结篇25年后鸟哥成為艺术家，并跟一位蝙蝠女生结婚（藝術同道、在彼此的藝術成果展中結識）。
- 阿天（瑞比，Rigby）配音：美→William Salyers、台→林协忠、日→小森创介

年约23岁的浣熊，生日7月20日。本人就像个精力旺盛的年轻人，做什麼都冲第一，由於高中輟学所以所作行為较好猜测，為目前「天兵公园」人气最高的角色。
身高短矮，常被笑成矮冬瓜。拥有正常浣熊都会拥有的褐色黑眼圈和六条黑褐色条纹的尾巴。
擅长工作偷懶、搞破坏、擦板球、电玩知识。
害怕游乐园吉祥物、洗澡，也讨厌抱抱，但有一次跟自己弟弟阿地(唐, Don)給抱抱，也在「一秒变猛男」、「疯狂大惊喜」、「滑雪惊魂」、「天爸，你嘛帮帮忙」中和爱琳抱抱，同时患有幽闭恐惧症。
是公园问题的製造者之一，每次都要鸟哥帮忙收拾残局，最后再推给洛畸(史奇Skips)，玩游戏也喜欢作弊，对於小事总是有莫名的执著。
有死过五次的经验。一次被鸟哥(超嫉妒)、一次被洛畸(我要比你强)，一次是吃太多蛋而过敏发作(蛋捲王)，但後來昏迷不醒過去，一次被大冰雪怪(感谢日)，另一次则是车祸(万圣节特辑：我要听鬼故事2)。
对爱琳所释出的好感感到厌烦，但在「抢救日记大作战」中表示爱琳不戴眼镜时很正，而在后期开始与爱琳非常友好。也在「鸟哥的世間情之相信直觉」中表示已经和爱琳交往数个月
容易被品味低俗的歌曲给魔音穿脑。
由於失学的关係，本来还没有高中毕业证书，不过在「阿天上学记」中因為对艾琳在小时候做的计画书感到在意而重回高中取得文凭，在「阿天的毕业典礼特辑」一集中成功取得毕业证书。
曾為了出名而改名為「垃圾船」（Trash boat）」，但因為变成大家的笑柄而改回来。更因為未来的「垃圾船」的出名，而遭到过气歌手饿鸡穿越时空而来追杀阿天。
有一位弟弟叫阿地(唐, Don)，是位会计师，总是嫉妒他任何事都比它好。在英文版中兄弟的英文用法皆為brother，所以一开始误认為阿地是阿天的哥哥。
和洛畸玩打打时被打成重伤，导致一边的屁股糊掉因此有「单边屁屁王」的绰号。
有时鸟哥说了不讨喜的话也会打鸟哥，但都被反打。
其实很讲义气，常常因為鸟哥和云妹约会而多做很多工作，也在鸟哥失恋的时候帮他加油打气。
台版有台语和台湾国语腔。
「万圣节特辑：我要听鬼故事2」中的故事「壁王」。曾表示自己有幽闭恐惧症，在密闭且小空间下的环境会喘不过气。
「抢救公园大作战」中，与鸟哥一起使用时光机到达二个月后，但时光机因此也被鸟哥压坏，二个月后的青黏公园的歷史更被改变。
在一次班森请尚青给予的特训中被尚青说成「小天天」。
「天兵特技团」与尚青共同获得特技演员执照。
对战方块脸林输豪时投出了史上最棒的擦板球。
达成一边高空跳伞一边吃捲饼成就。
「达人还是骗人」中因為被胡花瓜问回答有关种花十个问题中答错一题被羞辱不断寻找胡花瓜，之后班森和男大生帮助下找到胡花瓜要再给机会或帮其他在节目上被羞辱的人出气。最后他对有关电玩十个问题全都回答正确(因為他擅长打电动)而击败胡花瓜挽回自己名誉成為真正电玩达人。
第八季起，與愛琳、鳥哥等青黏公園的全體同仁在「太空樹」太空站生活與工作。
第八季完结篇25年後和爱琳结婚。
- 班森（Benson Dunwoody）配音：美→Sam Marin、台→曹冀鲁（配音有台湾国语的效果）、日→大川透

是一个泡泡糖球机人，是青黏公园的园长、并由公園資產所有人的棒棒爺、與公園主人的棒棒伯直接授权他来管理公园的一切，但脾气不好、容易因為一些琐碎之事而暴怒抓狂，个性也有些歇斯底里又会碎碎唸，幾乎是家庭教育的关係造成。
针对鸟哥与阿天很不信任（似乎是从他们在比「剪刀石头布」时引发的夸张风波而起）、也在《青黏公园小本本》写下了许多与鸟哥及阿天两人的不滿。每当发现鸟哥与阿天打混摸鱼或把青黏公园弄得乌烟瘴气时，总是会喝令立刻善后、并在句尾驳斥「不然就『回家吃自己』」，有好多集都必有对鸟哥与阿天大吼大叫的剧情。不過他是个负责的好老闆，曾在「极限狂飆」一集中，对鸟哥与阿天说过：「其实我并不討厭你们，我只是討厭你们做的那些蠢事」，可見其身為上司公私分明的心態。
在其头内的紫色泡泡糖乍看之下就像是中年男性的一脸鬍渣，当在发怒时会整个泡泡糖变成红色；泡泡糖也会因為一些意外而掉出来。
以前是乐团魔力大红的鼓手，打鼓实力极强，可以独奏由150一百五十件打击乐器组(150 piece kit)组成的鼓组。从爵士鼓组到太鼓，电子鼓到360度全方位打鼓笼，甚至甘美兰（一种来自印尼的传统打击乐）也难不倒他。
在「还我游戏机台」中是曲棍球游戏机赛和地下格斗赛常胜军。
棒棒爷称他為：斑马、班比、搬家、斑鳩、石斑......反正只要「班」字的词，就会被棒棒爷拿来称呼班森。
运气一向的好，曾遭到阿天的忌妒，并且跟班森换籤诗使他运气变糟。
在第七季第33集(Pam I am)結識了圓頂實驗工作人員-丹(Pam)，並成為男女朋友，但在第八季第9集(Fries Night)被迫分手，因為班森不知何時會再回到地球，不過最後仍回到地球，兩人再次在一起在大結局中已結婚。
在「必杀三明治」中因為误食鸟哥与阿天买来的：杀拳道「必杀三明治」，而险些丧命，在经过一段要命的过程后食用解药「不死三明治」而得救。
曾被阿天和鸟哥觉得很酷，也曾承认过鸟哥和阿天是他见过最酷的人。
在「超神勇班森」中吃鸡翅就会醉。
在「功夫鸭与暴力鹅」中被鸭妈妈骂「羞羞脸」。
在「抢救公园大作战」中小鬍鬚章给予他的新身分是一名9B出口的工人、并对其唯命是从但后来恢復记忆對抗小鬍鬚章
在「轰趴班森」中曾因為非常会主持派对，而被「轟趴嗨客」抓去复製成「轰趴班森」成為商品。
在「勇闯摇滚极乐地狱」中弄坏了「布鲁斯滷味」的签名吉他，而跟随阿天和鸟哥到摇滚地狱寻找本人要一个新签名。
在「达人还是骗人」中班森曾在节目「唸对就赢」当中把Bandana(头巾)念成Banana(香蕉)，因為失败过度悲伤而掉光头髮成為光头，但他一出门就被人丢香蕉说是「香蕉男」。
在「班森的梦想」中受阿浪邀请加入了公园主管兄弟会。
在「关闭青黏公园」中班森等人面临青黏公园关闭的危机，為了恢復游客往来限於一个礼拜期间想办法，在吃鸡翅期间以為大暗公园的人穿制服可以吸引游客就开始设计新制服，结果班森等人穿了新制服变成拍照游客的笑柄就脱掉新制服，谁知道班森等人的新制服放在一起(因為每件只能分开放)形成黑洞。
第八季起，與鳥哥、阿天、愛琳、與青黏公園的全體同仁在「太空樹」太空站生活與工作。
第八季完结篇25年后还在当青黏公园的园长，并跟潘潘(Pam)在一起飼養许多猫以及一隻豬。
- 洛基（史奇，Skips/沃克, Walks）配音：美→Mark Hamill、台→符爽

是一个兼具智慧与力量的雪人，拥有浅黄的眼睛，只穿著牛仔裤配棕色的皮带，他很像一隻大猩猩。有大量的肌肉，手偏小，他有白头髮全部在他的身上，除了他的手、脚、胸部及他的脸上。另外据透露，他失去他的一些头髮，所以他做一个combover，总是有本事把鸟哥与阿天弄坏的东西给修好。
与神界青春永驻守护神签有青春永驻的合约、并以在每年生日跳「神灵舞」的方式履行合约、否则合约将失灵、并且会当场立即老死；而在「免钱蛋糕」一集，鸟哥与阿天為了说服洛基参加為他办的生日派对，不慎打断跳舞、差点没命，最后则由鸟哥与阿天使用手边的巧克力蛋糕作為与青春永驻守护神的交换物救活洛基，虽然被洛基斥责「你们為了蛋糕差点害死我」，最后则是感谢他们為他办生日派对。
在"洛基特辑"一集中，洛基的实际本名是洛璃(沃克, Walks)。在過往與菜韭令(莫娜, Mona)時常跑跳，莫娜開玩笑說:「你要不要乾脆改名成洛基(史奇Skips，跳的意思)？」，才會在被賦予青春永駐之力重生後改名叫洛基(Skips)，並因此在情人菜韭令去世后一直持续用跑跳代替正常走路，以紀念舊情人。
是目前青黏公园裡的最强比腕力高手（唯独死神比他强），但有兩次输给使用道具「比腕力老大」耍诈的阿天。
在万事通洛基一集中，可以知道他参予过1783年的美国独立战争。
在尬歌大赛中表示自己对宋词很有兴趣。
什麼都会修理，除了电脑以外(也不会用)。虽说对电脑不是很懂，不过在「我要比你强」中為揭穿阿天耍诈比赢腕力，而上网google过「阿秋巴（比腕力）老大」。
虽然什麼事都知道，但也有弄错的时候。在「嗨爆甜甜圈」中棒棒伯误食嗨爆甜甜圈而情绪一直很嗨，洛畸建议吃更多甜的，反而情况越来越糟，后来才发现应该要吃班森的全麦甜甜圈才有用。
有一位從高中就認識的好友Techmo。
台版配音有外国人讲中文的腔调。
在「抢救公园大作战」中，小鬍鬚章给予的身分是「洛畸修车行」的老闆，后来恢復记忆對抗小鬍鬚章。
「梦游抓狂症」中，提到「等你和我一样老的时候，就会有一大堆疯狂怪梦。」，后来发现洛畸有梦网还作成武器，其中一个大型的放在车底盘。
「洛畸特辑」一集。他还没青春永驻之前曾与青春永驻守护神和克囉囉為同学。
第八季起，與鳥哥、阿天、愛琳、與青黏公園的全體同仁在「太空樹」太空站生活與工作。
第八季完结篇二十五年后洛畸还是长生不老并当修车工和青黏公园员工。
- 棒棒伯（帕布，Pops Maellard）配音：美→Sam Marin、台→吴文民、日→佐藤晴男

青黏公园的土地所有人，不爱拋头露面、对於任何事情，都跟小孩子一样觉得新奇。
原本為青黏公園的接班人，但因思想與小孩相似，所以是另外招人接班。
棒棒伯是一个棒棒糖形状的男人，他的头异常的大。
他总是穿著绅士的西装和休閒裤，以及一顶帽子。拥有一个白色弧形的小鬍子。
在「整人电话王」一集中指出，在1982年被整人电话王給追杀、开车逃亡的鸟哥与阿天一行人「撞到秀逗」，因為与当时冷静的他行為反常。更曾因為不是拿钱、而是拿棒棒糖去缴税，而受到政府税务机关的注意，整座公园差点被「抓包」、公园的一切差点被徵收為国有。
曾经是摔角冠军，摔角技术高明，在圣诞节特辑中赢過北极熊。更曾被当作是「都是真的摔角赛」的选手「大头」、在天梯大战打败卫冕冠军。
他在诗词方面非常喜欢也有天赋。
在第八季可得知棒棒伯是"天選之人"、"純淨的化身"。其並不是棒棒爺的親生兒子，甚至有個邪惡攣生兄弟Anti-Pops，他們皆出生在Lolliland星球上。
最後犧牲自己保護大家。
在「抢救公园大作战」中，小鬍鬚章给予的身分是市立蝴蝶馆的负责人，后来恢復记忆對抗小鬍鬚章。</ref>
害怕演讲, 「昏昏去」当中被鸟哥和阿天送去昏昏去世界而差点丧命。</ref>
在「棒棒伯好棒棒」中克服万难学得了冲浪技巧，并与大自然合而為一。</ref>
视鸟哥和阿天是最棒的麻吉，在「酷裤桌」一集中买台币六千元的酷裤桌给鸟哥与阿天一人一个（但后来被两人不小心弄坏）。
第八季起，與鳥哥、阿天、愛琳、與青黏公園的全體同仁在「太空樹」太空站生活與工作。
第八季完结篇因為感化反棒棒伯飞进太阳裡同歸於盡。
- 尚青（ 肌肉男 (大G哥 Jimmy)Mitch "Muscle Man" Sorenstein）配音：美→Sam Marin、台→林谷珍[4]

在「新同学」中得知尚青与看到鬼(擊掌鬼, High five ghost)在高中原是仇家，但经过一场赛车比赛，被看到鬼拯救后成為最好的朋友。而车子撞上岩石也撞出「撞烂坑」。习惯将上衣脱下甩动。
喜歡講"My mom"玩笑。
喜欢恶作剧，曾因恶作剧救下公园，每次出糗时就会抓狂。
崇拜假冒卡车司机的父亲在他去世后知道真相。
曾經對男大生(湯瑪斯, Thomas)做出各種惡作劇，最後在男子漢之夜2承認對方是個貨真價實的男子漢。
喜歡尚水(史黛拉,Starala)，與她是男女朋友關係，各種公開的親密行為常常噁到鳥哥等人，最後與她結婚生子，是主角群中最早結婚的人。
在「抢救青黏公园大作战」中，小鬍鬚章给予的身分是一名大学教师还非常聪明，后来恢復记忆對抗小鬍鬚章。（也是个令人意外的剧情安排）
在「尚青，青ㄅㄧㄤˋㄅㄧㄤˋ」中发现尚青曾经举起把尚青爸压住的哑铃而成為健美先生，并在「馬甲人魚線錦標賽」中获得冠军，后来為了与鸟哥和阿天以及看到鬼能够在体育馆中继续打乒乓球，再次健美比赛并使用「粉身碎骨技」获胜。
在「尚青的告别式」中与尚水订婚。
在「夢遊抓狂症」中因幫照顧尚水的姪女期間觀賞抱抱娃讓抱住的人化為粉塵的節目時受創傷下罹患經常夢遊還毆打公園內的所有員工，後來靠洛基的捕夢網才解決。
在「抢救婚礼大作战」中因為投资失败没有结婚基金，而与尚水一同参加电视节目「搶救婚礼大作战」，并赢得冠军获得免费婚礼。
在「鸟歌的世艱情之相信直觉」与尚水结婚。
第八季起，與鳥哥、阿天、愛琳、與青黏公園的全體同仁在「太空樹」太空站生活與工作。
在「銀河系惡搞冠軍」中，用計成功整爆對手太空菜的人員、被弱斯封為「惡搞冠軍」。
第八季完结篇二十五年后尚青与尚水育有许多孩子。
- 看到鬼（擊掌鬼，High Five Ghost）配音：美→Jeff Bennett（第一季）/J.G. Quintel 、台→于正昇

一个笑口常开的鬼（就连哭泣也不例外），搭档是尚青，并时常与其击掌。是主角群中最理性的人(根據圓頂實驗工作人員所述)，是個很好的領導者。
有一個哥哥。
在四年前與郭踩(西莉亞Celia)在咖啡店相遇，兩人在那天一起出去玩，兩人便愛上彼此，但因西莉亞要出國留學四年，所以彼此約定四年後再見面。四年後，他們再次見到彼此，並在一起成為男女朋友直到大結局。
在「抢救青黏公园大作战」中，小鬍鬚章给予的身分是一名披萨外送员，但后来恢復记忆對抗小鬍鬚章。
在「再续前缘」中，四年前遇到真爱郭踩结(Celia)，四年后跌跌撞撞再次遇到郭踩结开始交往。
在「新同学」中拯救了同是高中生的尚青，并与其成為最好的朋友。
第八季起，與鳥哥、阿天、愛琳、與青黏公園的全體同仁在「太空樹」太空站生活與工作。
第八季完结篇二十五年后跟郭踩结一起结婚，育有一子。
- 男大生（湯瑪斯，Thomas）配音：美→Roger Craig Smith、台→宋昱璁

第四季出现的山羊实习生，為了大学积分而到公园工作。没有工资领。常常被尚青給惡整。
车子被尚青砸烂，只為了要整鸟哥和阿天。
在烏克蘭出生。
在第五季第36集(Thomas Fight Back)中原本要被班森開除，但他藉由高超的技巧成功挽回。
於第六季第9+10集(The real Thomas)中可得知男大生的真實身分為俄羅斯間諜-尼可萊(Nikolai)。
被派往美國竊取資金打造俄羅斯的飛彈，以及加強俄羅斯的公園打造。
最後因被間諜搭檔娜塔莉亞(Natalia)給利用與欺騙(不老實說出計畫目的)，為保護公園人員的性命，背叛俄羅斯成為美俄中的間諜/潛逃者。
在男子漢之夜2後進入潛水艇，開始躲躲藏藏的生活不再出現。
在「进击的男大生」中帮助青黏公园夺回被阿浪偷走的黏礁(柯提斯·蒙哥马利)雕像，而潜入大暗公园卧底三十天，期间化名為「蒋英宇」。
在「男大生的真面目」中揭露了所有关於男大生的真实身分。
原名「尼渴拉」，是俄罗斯KGB间谍，班森的新女友蛋塔莉亚(也是KGB间谍)，為了让青黏公园去撞俄罗斯飞弹而用大学生身分卧底两年。
感恩节穿著的披萨装中含有录音器、圣诞节卡在楼梯间其实是為了装涡轮引擎而假装的、母亲是机器人所假装的。
在「达人还是骗人」中认识朋友小柯是达人还是骗人的实习生帮阿天的忙。
在「抢救青黏公园大作战」拿咖啡砸小鬍鬚章是為了博取大家的信任。
在「撞爛坑歷險記」中撂倒一位CIA俄罗斯的特务，男大生的帽子是从特务头上来的。知道自己只是被利用后决定帮助鸟哥等人，最后离开公园。
在「铁男之夜2」回到公园一同狂歡。
- 车车（Golf Cart/Cart）台→李景唐

本名阿车车(音ㄐㄩ)，一辆高尔夫球车，算是公园已经很老的员工。
原本要被送进废车厂（因為太老旧了、加上班森租了新车，但后来因為租金太贵，加上尚青使用臀部暖墊時被燙傷到70%。）后来要领回，却浑然不知车车已经投海自尽、再也看不到。
（在班森试用新车的同时，车车有生命不甘被送进废车厂，於是用自己的方法－在稍纵即逝的烟火中跳下海，就这麼逝世）。

## 常設角色

### 一客咖啡
- 志玲（瑪格麗特，Margaret）配音：美→Casey Haddad、台→谢佼娟

鸟哥暗恋的咖啡厅服务生，是一隻红胸知更鸟，并不知道鸟哥的心意。
曾交过两个男朋友，后期在几集表现对於鸟哥与其他女性友人互动时感到忌妒。
後面與鳥哥發展成功，但因為錄取到了想要的大學，只能拒絕鳥哥的告白。
在鳥哥與雲妹在一起的那段時間，志玲還喜歡鳥哥，也從肢體動作中看得出志玲的心意。
在「抢救初吻」跟鸟哥接吻，但因為他用时光机回到过去而导致从没发生。
后来在「我好鐘意你」终於跟鸟哥在一起,并在「志铃家族来了」博得志玲爸爸的好感。
在第四季末因前往正大读新闻系，与鸟哥的恋情就此告终。
第六季当中担任实习记者，在「电视大战」中疑似回到了家乡，并在「圣诞快乐，鸟哥」中為了实习而跟爱琳同居。
在「雕爷六号升空派对」中為了让云妹冷静而谎称说自己已经有男朋友，而在「鸟哥的世艰情之志铃不要哭」中拆穿谎言并表示对鸟哥还有感情
- 爱琳（艾琳，Eileen）配音：美→Minty Lewis、台→林沛笭

和志玲一样是咖啡厅服务生，是一隻长得像人类的鼴鼠，喜欢阿天，常做出奇怪举动造成反感。
矮小的咖啡厅服务生，博学多闻，在后期与阿天关係逐渐转好並在一起。
在大結局已與阿天結婚生子。
在「露营惊魂记」中表示因常迷路而学会钻木取火。
在「滑雪惊魂」中表示因為小时候跟父親玩滑雪胎因為受過傷所以不敢玩滑雪胎，现在已经克服喜欢玩。
第八季起，與阿天、鳥哥等青黏公園的全體友人在「太空樹」太空站生活與工作。
第八季完結篇中，在回到地球後與阿天結婚，二十五年後與阿天育有多名子女。

### 棒棒伯一家
- 棒棒伯（Pops/Pops Maellard）

详见公园员工
- 棒棒爷（梅樂先生Mr. Maellard）配音：美→David Ogden Stiers、台→林谷珍

棒棒伯的爸爸，口中含著菸斗，时常把班森的名字叫错。
由於鸟哥跟阿天经常闯祸，所以对班森很不放心。
有錢人，常做出超乎公園員工意料的奇怪行為。
大吼的功力比班森「强」很多，有时也很不讲理，更被金杀直接叫「老番颠（老顽固）」。
「新同学」中表示这公园得另外请人管理，不能让棒棒伯接管。
「关闭青黏公园」中认為公园的游客人数一直减少而决定关闭青黏公园，因班森的求情，给班森们一个礼拜时间如何恢復游客往来。
第八季完结篇二十五年期间得知本人已经逝世。

### 班森一家
- 班森（班森，Benson Dunwoody）

详见公园员工
- 班森的爸爸（Benson's father）

样子像果汁机的泡泡糖球机人，时常跟班森的妈妈吵架，总是教自己的孩子大吼，称「不大吼在人生道路上会甚麼都得不到」，班森大吼的习惯就是这麼来的。
- 班森的妈妈

头部梯形的泡泡糖球机人，时常跟班森的爸爸吵架。
- 班森的妹妹(或姐姐)

头部类似葫芦的泡泡糖球机人，时常跟父母吵架。

### 尚青一家
尚青家
- 尚青（Mitch "Muscle Man" Sorenstein）

详见公园员工
- 尚青爸(Muscle Dad)配音：台→黄天佑

尚青的爸爸，跟尚青一样喜欢开老妈笑话。（不同的是尚青爸比较喜欢讲「阮阿母」。）
从前一直假冒卡车司机，但其实是堆高机司机，希望尚青能以他為傲，帽子灰被撒在卡车司机名人堂。（这是尚青爸的遗愿。）
- 尚青妈妈(Muscle Mom)

尚青有一张照片是他妈妈的样子，但其实那张照片尚青画两个屁股挤在一起。
在「万圣节特辑 青黏公园鬼故事集 恐怖喔」结尾初登场，是尚青妈偽装的。据尚青说她敢吃烤小强、和林义节一起到北极跑过马拉松、还是柯P最新市政顾问。
尚水家
- 尚水(史黛拉，Starla)配音：美→Courtenay Taylor、台→劉如蘋

尚青的女朋友，曾一度爱上鸟哥，发飆时会有能摧毁一切的力量。
在「帐篷危机」中得知在「小菜大王」中举办的泥浆摔角赛，与妖娇称作為「泥浆天使」，并拥有传说中的大绝招「姊妹龙捲风」
有經典的女友雙標個性。
後與尚青結婚生子。
- 尚妖娇(佩吉Peggy)

尚水的姐姐，与尚水有差不多的性格。
在「帐篷危机」中与尚水共同登场。
- 尚钙勇(直翻是"草本植物"直聽是"哈柏"Herb)配音：美→Richard McGonagle 台→符爽

尚水的爸爸，跟尚青一样的不高贵又爱好搞怪、也喜欢到鸡翅王吃东西。
- 幼咪咪(蘿絲Rose)配音：美→Courtenay Taylor

尚水的妈妈，看似高贵，其实拥有一身的好武艺。

### 看到鬼一家
- 看到鬼（击掌鬼，High Five Ghost）

详见公园员工
- 魔神仔（拍掌鬼，Low Five Ghost）配音：美→Roger Craig Smith

看到鬼的哥哥，是一名警察，首度出现於「心机Party」一集。
在「肉肉肉润饼捲」一集中，逮捕潜逃多年，又抢走鸟哥、阿天、尚青、看到鬼的润饼捲的通缉犯秃鹰。
- 看到鬼的爸爸（Hi Five Ghost's Father）配音：美→Mark Hamill

看到鬼的爸爸，长得跟看到鬼很像，但有個大鬍子。

## 其他角色

### 反派人物
- 毁灭大魔王（Destroyer of Worlds）

封印在自己专属街机(视為机台故障)裡的电玩大魔王，因為阿天无视纸条上的警语把街机红线与蓝线接起来，解开封印让毁灭大魔王跑出来作乱，直到被阿天同时操作三台街机用街机游戏巨人击败就变成樱桃並且遭到吃掉。「抢救公园大作战」中因小鬍鬚章开啟地狱之门而復活，最后跟街机游戏巨人(暂称)同归於尽。
「达人还是骗人」中的有关电玩问题第6题復活，最后被阿天回答正确再度被击败。
- 金杀（苏珊，Susan）配音：美→April Stewart台→詹雅菁

在班森辞职后，被棒棒爷聘為经理，但使用近乎壓榨式的霸道管理手段而广受批评，让鸟哥们（除了班森）越听金杀就变成金杀，因班森救鸟哥们的影响使金杀愤怒而巨大化為「巨人金杀」（Giant Susan），被棒棒爷批评管理公园方式不对时总是大骂：「你知道什麼是管理公园吗？」。后来被棒棒爷让班森恢復园长职位遭到班森的解僱，还被游明开棒棒爷的车破坏金杀的高跟鞋的鞋跟使金杀而掉入岩浆而亡。
「抢救公园大作战」中因小鬍鬚章开啟地狱之门而復活，但跟变身的小鸭鸭打起来（跟金杀一样大），最后被小鸭鸭給击败。
- 阿醜（Hammer）配音：美→Sam Marin

是鸟哥＆阿天常玩的电玩裡最终大魔王，号称谁都打不倒。拳脚攻击对阿醜不起作用，唯一能打敗阿醜的東西是被家具。原本是电玩裡的大魔王后来变成实体怪物（弱点也和在游戏裡一样）。「抢救公园大作战」中因小鬍鬚章开啟地狱之门而復活，最后被关闭的地狱之门給收回。「达人还是骗人」中的有关电玩问题第5题復活，最后被阿天回答正确再度击败。
- 布準尼泰库（Broseph Chillaxton）配音：美→Roger Craig Smith、台→符爽

名字的意思是「不准你太酷」，是一名法官，专门对太酷的人进行审判，认為太酷的人会把全宇宙的酷吸过来变成酷黑洞。直到本人宣判鸟哥＆阿天处以极刑时被班森給阻扰，后来鸟哥三人搞破坏使自己跟星际宇宙酷法庭一起毁灭。「抢救公园大作战」中因小鬍鬚章开啟地狱之门而復活跟青春永驻守护神对峙，最后被关闭的地狱之门給收回。
- 末日狂魔病毒（Doom Ma Geddon Virus）

是一种有许多电脑天才都解决不的强大电脑病毒，在鸟哥＆阿天的电脑裡假装是「显示错误219」后来变成「显示错误220」，更附身於达人哥的身上试图将全世界給电子化，后来被洛畸用铁鎚破坏电脑給消灭。
- 鬍鬚章（G.B.F/Garrett Bobby Ferguson, Sr.）配音：美→Sam Marin台→曹冀鲁

全名下雨不愁鬍鬚章(Garrett Bobby Ferguson)，电玩粉身碎骨的世界纪录和宇宙纪录保持人。外型為一个漂浮得巨大鬍子脸（阿天称：「鬍子大饼脸」），可以长出四肢，因為鸟哥＆阿天打破自己的世界纪录就出现。為了赢不择手段骗鸟哥＆阿天只剩下粉身碎骨宇宙纪录保持要两人故意输给自己。并在鸟哥＆阿天要破宇宙纪录时不惜用暴力干扰两人，最后因宇宙纪录被打破而爆掉。
「抢救公园大作战」中因儿子小鬍鬚章开啟地狱之门而復活，最后因儿子被鸟哥＆阿天一夥人給打敗後而再次爆掉。
「达人还是骗人」中的有关电玩问题最后一题以电玩人物模样復活，最后被阿天回答正确而吞噬胡花瓜又再度爆掉。
- 小鬍鬚章（GBF Jr./Garrett Bobby Ferguson Jr.）配音：台→陳幼文

鬍鬚章的儿子，脸比鬍鬚章小一点和手脚细长。以人类状态用类似高科技光线枪攻击班森等人(除了鸟哥＆阿天)而给他们新身分和偷走青黏公园的地契，也僱用应徵青黏公园的男大生。為了建造9B出口来打开地狱之门让父亲鬍鬚章跟反派们復活对鸟哥與阿天等人展开復仇。直到鸟哥们、班森、男大生等八個人在地契上签名让9B出口和地狱之门一同关闭，最後因為父亲爆掉使自己也跟著爆掉。
- 金毛男（Blonde Men）配音：美→Roger Craig Smith等人

主要由四位金髮的人(金髮是染出来的)创办金毛会（Blonde Club）这邪恶秘密组织，并且带领旗下的金毛男。认為自己比一般人高等，称一般人為「凡夫俗子」。金毛男会员中有大金毛男，特徵是有六根手指、各手指上刻有「BLOND 4 LYFE」（金毛会）英文各字、右脸有刀疤。鸟哥曾因為打赌输掉而去当「假的」金毛男，后来被会员发现而差点掛掉。要成為金毛男的会员，必须要先将别人变成金毛男，将会颁发金毛俱乐部（金毛会）会员戒指。最后金毛会所有成员被逃走中的鸟哥＆阿天引燃的瓦斯給炸成灰燼。
「抢救公园大作战」中因小鬍鬚章开啟地狱之门而復活，但最后被关闭的地狱之门給收回。
- 夏天来相爱（Summertime Song）

「足勇乐团」的单曲，全名叫「夏天来相爱，夏天就是要相爱（Summertime Loving, Loving in the Summer (Time) ）」。
原本只是一首舊歌，也曾是卡在阿天脑袋裡的魔音穿脑，后来被阿天「在梦裡赶走」，却因此成為实体的「鬼卡带」。因為总是不停地跳舞，被鸟哥＆阿天直称「舞棍浩呆」。最终被鸟哥他们用自创歌所消灭。
「抢救公园大作战」中因小鬍鬚章开啟地狱之门而復活，唱出「夏天时光」時先被鸟哥拿球棒給摧毁
- 骷髏帮（Skull Punch）

已过世的三人所组成乐团，唱歌超难听的。在尚青和看到鬼把自己的废弃篷车（並聲稱是他們的安息地）给开进撞烂坑感到很不满，后来聽到尚青说撞烂坑旁边有很多观眾就出来表演（但演唱很爛受到观眾的厭惡），未注意尚青在趁机用水泥砖压著煞车器使骷髏帮跟废弃篷车一起掉进撞烂坑而捲入爆炸給消灭。「抢救公园大作战」中因小鬍鬚章开啟地狱之门而復活，最后被关闭的地狱之门給收回。
- 没规定男（No Rules Man）配音：台→陳幼文

住在无规则空间的男子，本人不管做一切任何事都没规定，因為鸟哥＆阿天不想被规定束缚由没规定男邀请到自己空间裡，直到鸟哥＆阿天后悔用青黏守则搞破坏，使自己无奈只好将鸟哥＆阿天送回原来世界，最后在打电动时被撕走的一页「不准打电动」的规则而消灭。「抢救公园大作战」中因小鬍鬚章开啟地狱之门而復活，最后被小鸭鸭給击败。
- 小鸭收集者（The Duck Collector）

收集跟小鸭有关的事物，鸟哥＆阿天照顾小鸭鸭时本人要买下小鸭鸭而被拒绝，直到趁鸟哥＆阿天不注意时自己绑架小鸭鸭，最后被小鸭鸭变成巨人鸭给劈成兩半。「抢救公园大作战」中因小鬍鬚章开啟地狱之门而復活，最后再度被小鸭鸭給斩首。
- 饿鸡（The Urge）

史密斯飞车的歌手，拥有两名团员。為了出名把自己名字改為「饿鸡」，但阿天把自己名字改為「垃圾船」在未来比饿鸡受欢迎而过气决定回到过去除掉阿天，最后阿天把自己名字改回来时以為自己就可以咸鱼翻身，但也遭到来自未来同样过气歌手的攻击而亡。「抢救公园大作战」中因小鬍鬚章开啟地狱之门而復活，最后被关闭的地狱之门給收回。
- 盯霸（Peeps）配音：美→Richard McGonagle  台→于正昇

盯霸有限公司的人，是个大眼球，被阿天说是「丑爆眼袋」和「大白目」，因班森為了改善鸟哥＆阿天的打混问题无意间签下「盯人盯到掛為止」的合约，而不停盯著公园員工的生活起居，后来跟鸟哥瞪瞪比赛时自己先作弊放出一群小眼球来润湿自己的眼睛，被阿天用雷射笔射击眼睛讓自己全身著火而掉进水中，最后被拖出来进救护车送医。
- 大魔熊（Death Bear）

一隻大型棕熊，头上戴有一次世界大战的头盔。虽然是隻普通的熊但性情异常兇猛，只要生起气来可會變成致命武器。居住在一家废弃动物园的密室裡，被鸟哥用麻醉枪击败闹事后被送进动物收容所。
- 万圣节魔法师（Halloween Wizard）配音：美→Mark Hamill

「恶有恶报」（万圣节特辑）中出现在阿天的鬼故事的巫師。阿天因為在万圣节当天用蛋砸自己家感到很生氣，先是把阿天变成房子，然後將幹掉尚青、看到鬼、洛畸、班森和棒棒伯（鸟哥被砍头部分被删减）后用巨大的蛋來砸阿天，在後期中卸下阿天的容裝來嚇壞所有人。
- 闪银哥（Silver Dude）

「学人精」登场，全身银漆、靠舞步、收音机、杂耍两颗玻璃球赚钱的街头卖艺男子。在青黏公园街头卖艺时发现鸟哥＆阿天也要街头卖艺赚钱(买电玩卡带)，自己盗录鸟哥＆阿天的饶舌歌来发大财，藉此引发鸟哥＆阿天不满。在才艺对决中自己的收音机被鸟哥＆阿天的饶舌歌力量所破坏，全身银漆剥落恢復原形，想不出自创表演被观眾嘘声，最后自己违反规则企图抢夺鸟哥＆阿天的钱受到街头卖艺之神的处罚变成默剧演员被送往大街苦牢。
- 胡花瓜（Bert Coleman）

「达人还是骗人」登场，擅长喬裝和「达人还是骗人」的全国联播节目主持人，每星期喬裝成别人在不同地方随机找人问谁是达人还是骗人，但不会找相同来宾。只要跟拿手项目有关十个问题全答对就是达人，但答错一题就是骗人。直到本人来电玩店埋伏出击时被同样变装成别人的阿天来踢馆还说再给相同来宾机会就是现场直播「达人还是骗人」本季最终回的特别节目(規則是要是相同来宾又输掉等於再被羞辱相同来宾的这集重播、每天播、U吐也播等永远播下去)。问阿天有关电玩十个问题时结果阿天全回答正确，而被充满力量的阿天打一拳就掉下去被鬍鬚章給吞噬。
- 抱抱娃（Huggstables）配音：台→楊凱凱

「梦游抓狂症」中出现的電視頻道中出現的詭異節目中的詭異娃娃（節目總共八季，总共有257級數）娃，它的能力是被給抱住的人都會化為粉塵而消失，有分别小隻抱抱娃、巨人抱抱娃，连汗水（放大后）裡都有。
是尚水有一次要尚青照顾尚水的姊姊尚妖嬌的女兒陪她看電視節目，卻因目看到抱抱娃把被它給抱住的人都會化為粉塵而消失的情節留下心裡創傷，不只會夢遊還對阿天＆鸟哥一夥人給動粗害他們因此都受傷，最后靠阿天＆鸟哥一夥人用洛畸的捕梦网給全数解决掉。
- 臭鼬狼人

外型像大型臭鼬卻是個會讲话的狼人，會用臭氣感染被害者使其在滿月時變身成臭鼬狼人，唯一的解药是番茄酱(起初阿天誤以為破除變身的解药是凤梨汁，但鸟哥後來告訴他說出真正的解藥)。
真实身分為一名男性，原本鸟哥＆阿天在清理公园裡的动物的遺体(当时两人在玩动物宾果)，阿天因為第一个发现臭鼬誤以為牠已經掛掉而所以被感染差点变成臭鼬狼人。
- 喷火大雪怪

青年公园守则(小本本)创造出来的怪物，因為鸟哥＆阿天為了变成模范生所以就从办公室偷小本本出来窜改，后来阿天玩过头給公園帶來不少麻煩，最后被鸟哥把小本本更改一切恢復正常而消失。
- 克囉囉（Klorgbane the Destroyer）

以前和洛畸(当时叫洛璃)是大学同学，合理怀疑和青春永驻神是同族的。因為洛畸的手受伤无法使用正义大金拳，之后鸟哥＆阿天代替洛畸使用正义大金拳击败克囉囉。被鸟哥说是「小嘍囉」。
- 曾扼烈（Rich Steve）

「班森的西装」登场，超恶劣坏蛋拥有私人军队。请冰柚设计出来的特製西装(阿西)来穿上去企图当「大佬」去做些惡劣行徑，因為自己付给冰柚的钱少而偷走阿西，被阿西暂时給甩掉。直到跟手下一起对付穿著阿西的班森，结果被穿著阿西的班森使本人跟手下全都击败。
- 反棒棒伯配音：台→符爽

本卡通的终极敌人企圖要摧毀整個宇宙，在後期也得知其為棒棒伯的兄弟（也得知棒棒伯不是棒棒爺所親生的），因為命運的緣故要與棒棒伯決鬥，最後被棒棒伯給感化與棒棒伯一起飛進太陽裡同歸於盡。
'Exit 9B中回归的其他惡棍
- 殭尸（Zombies）
- Howard Fightington
- 丹尼撕（The Night Owl）
- 整人电话王(外壳)（The Master Prank Caller）
- 排队破坏神(电玩店店长) （Game Store Manager）
- 轟趴王(複製人)（Party Peter）
- 半鹿人（Stag-Man）
- 邪恶热狗（Hot Dogs）

### 其他配角
- 死神（Death）配音：美→Julian Holloway台→蒋铁城

冥界的掌管者，右手特别壮硕，也很擅長比腕力，居住在冥界的一间居大豪宅，負責蒐集亡者的靈魂。有妻子與兒子，十分的爱家，也总是会抱怨自己的工作劳累、聲称「每天24小时要像便利超商一样待命,又要养家活口真的很累」。
和洛基是死对头(因為洛基有著青春永驻神力的保护，所以带不走他的灵魂。)
保龄球技术与洛畸不相上下，躲避球也超讚，所属队伍為「妖魔鬼怪队」。
在原版中能聽出死神有英國口音。
- 死神的妻子（Death's Wife）配音：美→Elle Newlands 台→张舒婷

死神的妻子，有四隻手臂。与死神相当恩爱。
- 小坏坏（湯瑪斯，Thomas）配音：美→Michael Dorn台→符爽

死神的儿子，看起来只是個婴儿，其实已经有三百多岁。自称「还想装小宝宝藉此骗吃骗喝久一点」。内心也非常邪恶，由於非常不喜欢睡觉的緣故，導致有很多保母因為這樣而丧失性命,不過鳥哥和阿天的照顧下(被吊燈給砸暈)終於睡著,例外還有鳥哥和雲妹的照顧(雖然兩次都是用砸暈的)。
- 阿地（唐，Don）配音：美→Julian Dean台→李世扬

阿天的弟弟，现任会计师，把阿天当成偶像，但是因為自己什麼都比阿天厉害而被阿天所讨厌。觉得阿天不穿衣服很酷，所以开始学他不穿衣服。
「叫我擦板球王」中因為阿天要方块脸林输好準备再度对决时感觉自己的擦板球Fu不见於是打电话请阿地来帮忙，阿地也一样擦板球技术好，后来帮阿天严格训练让他的擦板球Fu找回来。在「恋人未满」中有跆拳道黑带。
- 云妹 (Cloudy Jay，简称"CJ") 配音：美→Linda Cardellini 台→杨凯凯

化名叫白云妹。在鸟哥以為被「假分手」的期间去相亲认识的，和鸟哥有差不多的个性。生气时全身变成乌云，雷电交加、狂风暴雨，甚至可以形成小型龙捲风。
「魔鬼好天」中得知云妹有超越常人的高尔夫球天赋，原因是父亲為「老虎五隻(Carl Putter)」，迷你高尔夫世界冠军。后来有一段时间取代志铃的角色位置，回到鸟哥身边。也在「地狱约会记」中，联手整倒叛逆中的小坏坏。「鸟哥的世间情之相信直觉」中的结尾跟鸟哥分手
- 揪冷 (Quips) 台→孟庆府

洛畸的表弟，喜欢讲冷到不行的笑话，口头禪是「盖好笑」。
「单身趴踢」中与小莫莫结婚，婚前一夜与洛畸和其他公园员工举办单身汉派对。
- 大头（Huge Head）配音：美→Lee Stewart台→不明

都是真的摔角赛的选手，曾被棒棒伯給冒充身分(棒棒伯被觀賞摔角大眾误认成是大头)，计画向棒棒伯报仇。
「关闭青黏公园」中躲进草丛裡潜伏四年等待找到机会向棒棒伯报仇，直到班森的新制服放在一起形成黑洞期间而趁机攻击棒棒伯时被尚青碰到反而自己被吸进去，只有自己的头塞住黑洞莫名其妙变成青黏公园的新景点使青黏公园恢復游客往来，自己受到游客的欢迎感到很高兴。
- 游明（Leon）配音：美→Steven Blum台→符爽

前（几）任的公园园长，因為想要懒惰生活而放弃工作，现為一个懒惰鬼，朋友称其為周公（因為他喜欢梦周公）。為了阻止巨大化的金杀而跟棒棒爷的车一起爆炸而逝世，成為真正的周公。
- 伦美（Audrey）配音：美→Courtenay Taylor台→詹雅菁

对班森有好感，自从班森在吃辣椒比赛中赢過F.E后就觉得班森很酷。原本班森因鸟哥＆阿天害自己发生意外而要开除两人，后来收到伦美的信（伦美在信上写自己的电话号码）又让鸟哥＆阿天回来工作。（班森能跟伦美约会全是靠鸟哥＆阿天帮忙）但在「男大生的真面目」中班森说自己已经跟她分手。
- F.E（F.E/Chuck）配音：美→Roger Craig Smith台→陈幼文

伦美的前男友，本名叫恰恰，因总是在吃辣椒比赛中击败对手而有F.E的称呼。（FE是铁的化学符号，象徵自己有一个超强铁胃）
- 达人哥（Techmo）配音：美→Steven Blum

本名阿三，和洛畸有交情，洛畸於1783年修好本人的手臂，现任电脑老师，在修好电脑的「显示错误220」时被末日狂魔病毒給附身后来被洛畸所救。
- 青春永驻守护神（The Guardians of Eternal Youth）

能让人青春永驻的五位神灵，看起来像是超大型的婴儿，故此洛畸将之暱称為「肥巨婴」。很喜欢巧克力蛋糕。
- 阿奇宝

青春永驻守护神之一。
原先站出来向克囉囉挑战，但被克囉囉以流星锤給打倒。
- 马蛋娜 （Ladonna）

是大箱子的老闆娘，能发射出一种光波。
- 阿浪（金恩，Gene）配音：美→Kurtwood Smith

大暗公园的园长，是台自动贩卖机。向来很讨厌青黏公园的一切事物，因此与青黏公园展開長年的「公园恶搞战」的戰爭。但最后被尚青打败，之後不得不接受尚青的终结公园恶搞战和赔偿损失等要求條件。
- 老盖 （Gary）配音：美→Robin Atkin Downes台→吳文民

是专门接送洛畸前往神界的工作人员，因此与洛畸很熟。
「球王洛畸」中和死神、青春永驻守护神等人组保龄球队，队名叫做「妖魔鬼怪队」。
「老盖的真面目」中表示自己原本是「合成星」的国王，因為在宇宙自助旅行而被半兄弟小盖夺走王位，并在结尾中说「统治会破坏音乐，我可以当你们的国王，但是不当统治者，让音乐带领你们」
- 独眼花子博士（Dr. Asinovskovich）配音：美→B.J. Ward

太空基地的人员之一，一隻眼是戴眼罩。
- 宅米(Jimmy)

太空基地的人员之一，是管理反物质实验室的人。
- 宅阿生（Johnathan Kimble）

是前几年青黏公园的员工和洛畸认识，和阿天一样很想要得到蛋捲王的酷帽子。以前每天三餐都会吃蛋捲餐，并将所得到的经验写到日记。最后虽然成功卻在最后的考验中因為选错帽子而掛掉。
- 钢哥（Gunther）

「青年守则」中因鸟哥＆阿天坐著刻有本人名字的长椅，就去追打他们而无果。
- 小鸭鸭(Baby Ducks)

在乾涸的喷水池中被鸟哥＆阿天发现。将包括空手道的许多招式学起来并加以利用，一联合起来能将比自己大的动物打倒、连蛇都不是小鸭鸭的对手。
四隻可以合体成一隻巨人鸭，招牌绝招是用冒火的手把敌人切成两半，在「我爱小鸭鸭」一集中用这招把要绑架的人（小鸭收集者）給斩首。
「抢救公园大作战」中有出现过并解决不少惡棍（小鸭收集者、没规定男、金杀）。
「功夫鸭与暴力鹅」中接到鸟哥＆阿天的电话请求来解决暴力鹅（也会变身）而再次登场，但不敌暴力鹅，最后和鸟哥＆阿天使用合体技（AII in one）成功击败变身的暴力鹅。
- 鸭妈妈

小鸭鸭们的母亲，可以承受鸟哥＆阿天两人重量而飞行。
「功夫鸭与暴力鹅」中曾经训斥班森。
- 暴力鹅（Goose）

不是普通的鹅，个性非常兇悍，曾把青黏公园的整个湖泊都霸占掉。和小鸭鸭们是天敌，但最后被鸟哥＆阿天和小鸭鸭们给击败。和小鸭鸭唯一的共通点是也会变身，变身后可使用招式「轰天鹅炸弹」，可将胸前机关裡的多枚飞弹射出。
- 伍摆Online（Ace Balthazar）配音：台→陳幼文

抓狂乐团的主唱，是一个乐团疯子，做事疯狂差点把其他团员給害死，在一次驾车意外中其他团员倖存就自己罹难。鸟哥＆阿天因缘际会下遇见一位从中世纪来的人，因面貌与伍摆Online非常相似，在经过一番改造后带去与抓狂乐团的其他成员见面。正当復活演唱会开唱时本尊的灵魂出现控诉其為仿冒者，结果中世纪来的人被激怒不停用吉他狂砸物品，就如同本尊一样，因而受到本尊的欣赏封他為第二代伍摆Online，并与他成功举办一场令人难忘的演唱会。
- 萧洒（Gregg）

是一个鸟哥＆阿天在洞穴裡开趴生火时，从冰块融化出现的的原始人，在青黏公园的员工的开化下成為正常的人类，并自称「萧洒」，為了瞭解“爱”而释放女友「雪高」，最后為了雪高而将自己与其他族人再度冰回冷冻库中。
- 雪高（Diane）

是原始人中唯一的女性和族人一同被冰冻，直到「萧洒」替雪高们解冻，后来因觉得萧洒变得不同(太过文明)於是释放所有族人一同摧毁青黏公园，然而因萧洒手中持有的BBQ而被引进冷冻库，最后亲吻萧洒之后便与萧洒一同被冷冻。
- 电视一哥（RGB2）

一台要吸八十年代空气罐的电视，但被电视台老闆不给解约而被利用一辈子主持节目赚大钱，使本人厌倦生活要鸟哥＆阿天带去叭掛山，鸟哥＆阿天跟本人逃亡中同时被电视台和粉丝給追捕，最后都被解决掉而逃离，原来叭掛山是一座加油站，鸟哥＆阿天带本人上来到加油站的巨大看板，结果只是一个脱光的老阿伯用麦克风说话，最喜欢说「不管快乐或悲伤都要吃甜点」。
- 独角兽（Unicorns）

一群独角兽所組成的團體，会一直说「兄弟」，最爱尬车，曾把阿天＆鸟哥的房子弄得乱七八糟也在洛畸的草坪上些小號，后来被班森装上鞭炮射到空中后轰炸。
「青黏守则」中再次出现，最后被鸟哥持有的青黏守则再次被轰炸。
- 圣诞老人（Santa Claus）配音：美→爱德华·阿斯纳台→孙中台

出现於圣诞节特辑，是圣诞礼物的发送者。和一般圣诞老人不同的是本人随时穿著防弹衣，而且身材壮硕，有六块腹肌。
- 鵰叔(Uncle Steve) 台→吴文民

鸟哥的叔叔。称呼鸟哥為「阿鸟」，鸟哥相当崇拜雕叔，似乎很会打保龄球。在「鸟哥蠢事集」於鸟哥的回忆登场跟其他家人一起看鸟哥的录影带。第一次登场於鸟哥的鬼故事，可能被鸟哥的不慎事故中過世。(被鸟哥給撞到，领带被捲进迴送机，但可能不是真的)
- 鬼画符（Park Avenue）配音：美→Troy Baker

穿著黑色帽衣、喷漆罐模样的少年、喜爱街头涂鸦，手上的喷漆罐具有魔力，总是来无影去无踪，把自己作品称為「教大家什麼是艺术」，最后鸟哥＆阿天潜入鬼画符的空间，直到鬼画符的家用尚青的喷漆四处乱喷使鬼画符不得已向班森认罪及不再喷青黏公园，最后被警察逮捕(班森报警时鬼画符用喷漆在地上喷出洞口想逃走，但洞口太小就钻不进去而无法动弹)最后被警察逮捕。
- 欧弟（Percy）

欧弟是棒棒伯度過他童年的娃娃，非常喜欢画花别人的脸，曾用圆锹打阿天＆鸟哥的头，最后被棒棒伯踼进火炉中然後从火炉裡跑出来而掛掉，但此反派可能不是真實的。
- 街头卖艺之神

「学人精」登场，千变万化和多才多艺的神，特徵是身材肥胖和高大、戴著帽顶上印有自由女神像图案的红白条纹高帽、穿著红丁字裤、揹著绿摇滚吉他、肥肥的长脚、穿著直排轮等。以青黏公园的地上涂鸦模样直到鸟哥＆阿天跟闪银哥双方起冲突时而现身，為了解决鸟哥＆阿天跟闪银哥双方冲突举办才艺对决，哪一边的表演最精采就可获胜，可以获得节目表演权或金钱。
- 篮球之神(God of Basketball) 配音：台→孫中台

「灌爆你」登场，司掌篮球一切的神，特徵是头部是篮球、身体皮肤黑、浓密的头髮和鬍子、戴墨镜、穿著篮球衣和王者风范等，因為鸟哥打输篮球和输了赌注(使用电脑权)说「篮球烂到爆」就下凡帮助鸟哥＆阿天训练打篮球，曾被尚青瞧不起时说尚青是「绿色丑猪哥」，也赋予鸟哥＆阿天获得篮球神力把尚青和看到鬼打得落花流水，尚青拟定计画要看到鬼假装受伤而离场才能跟篮球神一组获得篮球神力，最后被鸟哥＆阿天战胜赢得赌注(使用电脑权)。「抢救公园大作战」中帮助鸟哥们一起对抗反派们，但被阿丑和没规定男給打倒在地上。「叫我擦板球王」中发现阿天(跟方块脸林输好对决时)投出的擦板球在环游世界期间观察著直到最后结果。
- 杀拳道师傅(The Sensei) 配音：台→林谷珍

红头髮的师傅，习得杀拳道而实力坚强的肥胖男子，专门教新生如何学习杀拳道。
- 街机游戏巨人(暂称)

洛畸用三台街机跟鸟哥＆阿天操作召唤出的街机游戏巨人(暂称)来对付毁灭大魔王，特徵是戴三顶帽子(每顶帽子造型各不同)、类似柠檬的头、身体是汉堡、类似长筒手套的手(粉红色、有点蓬鬆)、细长的脚等。
「抢救公园大作战」中帮助鸟哥们一起对抗反派们，最后跟毁灭大魔王同归於尽。
- 冰柚

「班森的西装」登场，「世界第一西装店」的老闆，為心懷不軌的反派角色和黑心富豪的西装设计师。因為设计好阿西被曾扼烈剋扣付给自己的钱而偷走阿西感到不滿，因此被曾扼烈的手下使连同自己店一同爆炸消失在火海中。
- 阿西

「班森的西装」登场，拥有自我意识、超能力、记忆体、许多功能等特製西装，「阿西」这名字是班森取的。原本是為反派角色和黑心富豪做事所设计出来的特製西装，不管任何人穿上此西装被其他人称「大佬」。自己甩掉曾扼烈期间直到在青黏公园的失物招领的箱子被班森所发现，被班森带回去穿上期间，发现班森对自己的关爱、生活简单感到值得。憧憬想当给简单人物穿的西装，不愿给有钱人和邪恶人物所穿。最后在曾扼烈與他的手下擊敗後请求班森用洗衣机来销毁自己变成普通的西装，自己再销毁前向班森叮嚀说「你只需要学会掌控你自己的人生」、「尊敬你自己就好」等。
- 阿劳（Doug）配音：美→Roger Craig Smith台→夏治世

一隻水獭，是一名被警方通缉犯，能模仿别人到處白吃白喝，阿天曾因為懒得工作而聘请阿劳還被夺走身分。被警界称為「冒牌分身大王」的绰号。最后被警察逮捕，被警察送走之际向阿天叮嚀最好要珍惜现在所拥有的事物。
- 整人电话王(The Master Prank Caller)

一名富翁，身穿著一个白金刚电话的老男人，是整人电话排行中的第一名。只要说出「八十年代打来要回他们的白金刚」就可以将人传送回八十年代，最后被鸟哥＆阿天的计画給打败，差点被留在八十年代时空走廊，最后被鸟哥＆阿天所救因此成為好友，还一起打整人电话
「抢救公园大作战」中自己的白金刚电话外壳因小鬍鬚章开啟地狱之门而復活，最后被关闭的地狱之门給收回。
- 砍王（Chong）

一位绑著辨髮的游戏机台高手，跟必杀龙王（班森）為死对头與仇敵關係，結下樑子的原因是在十年前在曲棍球游戏机比赛中曾把班森的弟子大尾（达夫，Dave）的头給砍下来，但最后还是被班森徹底打败，了结两人长达十年的深仇大恨。
- 白眼豆豆（Crew crew）

是一个喜欢在青黏公园的点心吧尬歌的团体。
成员有黑狗兄(alpha-dog)、闪亮亮（Blitz Comte)、B弟（V-Tron）、阿美眉（Demel-ishun）、方大头（Francois）。
黑狗兄率领著一群人在公园中尬歌，有黑色的皮肤，带著鴨舌帽，最后被棒棒伯击败。闪亮亮是打败踼馆哥的人之一，身高矮小，也是黑皮肤，后来被鸟哥打败。B弟在crew crew是负责打节奏的人，有著一头捲髮，且胖胖的。阿美眉是crew crew中唯一的女性，穿著羽绒衣,后来被阿天说出的SHOW型的岩石給压著。